# Гольвицер, Фридрих
Фридрих Гольвицер (нем. Friedrich Gollwitzer ; 27 апреля 1889 — 25 марта 1977) — германский военачальник, генерал пехоты (1943), участник Первой и Второй мировых войн. Кавалер Рыцарского креста Железного креста (1943). Попал в плен советской армии в боях под Витебском (1944).

## Биография
Поступил на службу в баварскую армию общегерманских войск в 1908 году в качестве кадета, с 1910 году — лейтенант. 
Участвовал в Первой мировой войне с начала 1915 года, 1 июня 1915 года произведен в обер-лейтенанты, 18 августа 1918 года — в капитаны. Награждён Железным крестом обоих классов. 
После поражения — в рейхсвере. С 1930 года — майор, с 1934 года — подполковник, с 1936 года — полковник. Командовал полком, участвовал в Польской кампании, 1 октября 1939 года произведен в генерал-майоры. В конце ноября 1939 года назначен командиром новой 193-й дивизии в Амберге, в феврале 1940 года — 88-й пехотной дивизии, с которой участвовал во Французской кампании, затем оставался во Франции в составе оккупационных войск. 1 октября 1941 года произведен в генерал-лейтенанты. 
В начале 1942 года во главе своей 88-й пехотной дивизии переведен на Восточный фронт и участвовал в сражении за Харьков, затем сражался в районе Воронежа. 25 января 1943 года награжден Золотым Немецким крестом, 8 февраля 1943 года — Рыцарским крестом Железного креста. 10 марта 1943 года оставил командование 88-й пехотной дивизией и переведен в резерв. 
22 июня 1943 года назначен командующим LIII армейским корпусом в районе Витебска, 1 декабря 1943 года получил звание генерала пехоты. В ходе советского летнего наступления 1944 года его корпус был полностью разгромлен, а сам Гольвицер попал в советский плен 26 июня 1944 года. Был одним из девятнадцати генералов, что принял участие в марше пленных немцев по Москве 17 июля 1944 года.
Освобождён из плена в октябре 1955 года и вернулся в Германию.